# Meridyrias directa
Meridyrias directa là một loài bướm đêm trong họ Noctuidae.